# Storträsket (sjö i Finland, Österbotten)
Storträsket (finska:Isojärvi är en sjö i Finland. Den ligger i kommunen Kronoby i landskapet Österbotten, i den centrala delen av landet, 400 km norr om huvudstaden Helsingfors. Storträsket ligger 44 meter över havet. I omgivningarna runt Storträsket växer i huvudsak blandskog. Arean är 2,5 kvadratkilometer och strandlinjen är 16,2 kilometer lång. Sjön  ingår i Perho å huvudavrinningsområde. 